# Hertha Berliner Sport-Club 1974-1975
Questa voce raccoglie le informazioni riguardanti l'Hertha Berliner Sport-Club nelle competizioni ufficiali della stagione 1974-1975.

## Stagione
Nella stagione 1974-1975 l'Hertha Berlino, allenato da Georg Keßler, concluse il campionato di Bundesliga al 2º posto. In Coppa di Germania l'Hertha Berlino fu eliminato al primo turno dall'Eintracht Braunschweig.

## Rosa
| N. |                     | Ruolo | Calciatore        |
| -- | ------------------- | ----- | ----------------- |
|    | Germania (bandiera) | P     | Horst Wolter      |
|    | Germania (bandiera) | P     | Thomas Zander     |
|    | Germania (bandiera) | D     | Holger Brück      |
|    | Germania (bandiera) | D     | Jürgen Diefenbach |
|    | Germania (bandiera) | D     | Frank Hanisch     |
|    | Germania (bandiera) | D     | Uwe Kliemann      |
|    | Germania (bandiera) | D     | Ludwig Müller     |
|    | Germania (bandiera) | D     | Michael Sziedat   |
|    | Germania (bandiera) | D     | Hans Weiner       |
|    | Germania (bandiera) | C     | Erich Beer        |

| N. |                     | Ruolo | Calciatore             |
| -- | ------------------- | ----- | ---------------------- |
|    | Germania (bandiera) | C     | Erwin Hermandung       |
|    | Germania (bandiera) | C     | Wolfgang Sidka         |
|    | Germania (bandiera) | A     | Gerhard Grau           |
|    | Germania (bandiera) | A     | Lorenz Horr            |
|    | Svezia (bandiera)   | A     | Benno Magnusson        |
|    | Svizzera (bandiera) | A     | Kudi Müller            |
|    | Germania (bandiera) | A     | Michael Roßbach        |
|    | Germania (bandiera) | A     | Detlev Szymanek        |
|    | Germania (bandiera) | A     | Karl-Michael Wohlfarth |

## Organigramma societario
Area tecnica
- Allenatore: Georg Keßler
- Allenatore in seconda: Hans Eder
- Preparatore dei portieri:
- Preparatori atletici:

## Calciomercato

### Sessione estiva
| Acquisti | Acquisti          | Acquisti                     | Acquisti |
| R.       | Nome              | da                           | Modalità |
| -------- | ----------------- | ---------------------------- | -------- |
| D        | Jürgen Diefenbach | Kickers Offenbach (juniores) |          |
| D        | Uwe Kliemann      | Eintracht Francoforte        |          |
| A        | Benno Magnusson   | Kaiserslautern               |          |
| A        | Detlev Szymanek   | Blau-Weiß Berlin             |          |

| Cessioni | Cessioni               | Cessioni            | Cessioni |
| R.       | Nome                   | a                   | Modalità |
| -------- | ---------------------- | ------------------- | -------- |
| D        | Heinz-Peter Buchberger | Homburg             |          |
| A        | Peter Gutzeit          | Karlsruhe           |          |
| C        | Klaus-Peter Hanisch    | Wacker 04 Berlino   |          |
| D        | Herward Koppenhöfer    | Magonza             |          |
| A        | Manfred Lenz           | Homburg             |          |
| C        | Johannes Riedl         | Kaiserslautern      |          |
| C        | Gerd Werthmüller       | Röchling Völklingen |          |

### Sessione invernale
| Acquisti | Acquisti | Acquisti | Acquisti |
| R.       | Nome     | da       | Modalità |
| -------- | -------- | -------- | -------- |

| Cessioni | Cessioni | Cessioni | Cessioni |
| R.       | Nome     | a        | Modalità |
| -------- | -------- | -------- | -------- |

## Risultati

### Bundesliga

#### Girone di andata
| Arbitro: | Tschenscher |

|                                         |           |                                            |
| Kliemann 18’ Beer 54’ Müller 90’ (rig.) | Marcatori | 41’ Seel 45’ (rig.) Geye 86’ (rig.) Herzog |

| Arbitro: | Linn |

|                              |           |               |
| Schwarzenbeck 43’ Hoeneß 69’ | Marcatori | 83’ Magnusson |

| Arbitro: | Basedow |

|                                       |           |            |
| Kliemann 5’ Brück 52’, 76’ Weiner 78’ | Marcatori | 73’ Janzon |

| Arbitro: | Dittmer |

|           |           |             |
| Bertl 62’ | Marcatori | 25’ Sziedat |

| Arbitro: | Wichmann |

|            |           |                    |
| Stickel 6’ | Marcatori | 39’ Sidka 88’ Horr |

| Arbitro: | Dittmer |

|          |           |                |
| Sidka 5’ | Marcatori | 72’ Zimmermann |

| Wuppertal 5 ottobre 1974, ore 15:30 CET 7ª giornata | Wuppertal | 0 – 0 referto | Hertha Berlino | Stadion am Zoo (6 800 spett.)\| Arbitro: \| Dreher \| |
| Arbitro:                                            | Dreher    |               |                |                                                       |

| Arbitro: | Quindeau |

|                |           |  |
| Hermandung 54’ | Marcatori |  |

| Arbitro: | Waltert |

|                         |           |             |
| Haebermann 7’ Frank 81’ | Marcatori | 55’ Sziedat |

| Arbitro: | Eschweiler |

|                         |           |  |
| Grau 47’ Hermandung 89’ | Marcatori |  |

| Arbitro: | Klauser |

|              |           |                |
| Wittkamp 64’ | Marcatori | 27’ Hermandung |

| Arbitro: | Hilker |

|                             |           |               |
| Hermandung 12’ Kliemann 83’ | Marcatori | 69’ Grabowski |

| Arbitro: | Kindervater |

|  |           |                        |
|  | Marcatori | 53’ Grau 67’, 75’ Beer |

| Arbitro: | Siepe |

|                |           |             |
| Müller 4’, 78’ | Marcatori | 89’ Pirrung |

| Arbitro: | Haselberger |

|             |           |                             |
| Lehmann 73’ | Marcatori | 37’ Beer 41’ Sidka 77’ Horr |

| Arbitro: | Biwersi |

|                                   |           |                                 |
| Müller 38’, 87’ Grau 59’ Beer 88’ | Marcatori | 12’ Burgsmüller 62’ (rig.) Bast |

| Arbitro: | Betz |

|                                            |           |  |
| Kaczor 59’ Köper 65’ Lameck 86’ Franke 89’ | Marcatori |  |

#### Girone di ritorno
| Düsseldorf 25 gennaio 1975, ore 15:30 CET 18ª giornata | Fortuna Düsseldorf | 0 – 0 referto | Hertha Berlino | Rheinstadion (13 000 spett.)\| Arbitro: \| Meuser \| |
| Arbitro:                                               | Meuser             |               |                |                                                      |

| Arbitro: | Weyland |

|                                               |           |                |
| Beckenbauer 9’ (aut.) Beer 47’, 85’ Sidka 61’ | Marcatori | 12’ Rummenigge |

| Arbitro: | Ohmsen |

|                                    |           |              |
| Rausch 36’ Janzon 57’ Kostedde 70’ | Marcatori | 29’ Szymanek |

| Arbitro: | Frickel |

|              |           |  |
| Szymanek 49’ | Marcatori |  |

| Arbitro: | Basedow |

|                                               |           |  |
| Kliemann 32’ Horr 47’ Szymanek 52’ Weiner 63’ | Marcatori |  |

| Arbitro: | Haselberger |

|                      |           |              |
| Müller 15’ Flohe 86’ | Marcatori | 88’ Kliemann |

| Arbitro: | Betz |

|                          |           |  |
| Grau 1’ Dupke 42’ (aut.) | Marcatori |  |

| Arbitro: | Lutz |

|              |           |  |
| Bongartz 77’ | Marcatori |  |

| Arbitro: | Wichmann |

|                                         |           |           |
| Müller 34’ (rig.) Szymanek 77’ Beer 81’ | Marcatori | 57’ Frank |

| Arbitro: | Hennig |

|                              |           |  |
| Röber 8’, 46’ Weist 21’, 54’ | Marcatori |  |

| Arbitro: | Biwersi |

|                 |           |              |
| Müller 31’, 75’ | Marcatori | 23’ Stielike |

| Arbitro: | Waltert |

|                |           |                       |
| Hölzenbein 35’ | Marcatori | 55’ Kliemann 79’ Grau |

| Arbitro: | Hillebrand |

|                      |           |           |
| Sziedat 1’ Sidka 50’ | Marcatori | 39’ Rumor |

| Arbitro: | Eschweiler |

|                                          |           |  |
| Sandberg 1’ Kliemann 27’ (aut.) Bitz 65’ | Marcatori |  |

| Arbitro: | Linn |

|                                    |           |  |
| Kliemann 67’ Szymanek 79’ Beer 81’ | Marcatori |  |

| Arbitro: | Dreher |

|                                        |           |          |
| Burgsmüller 47’ (rig.) Bast 55’ (rig.) | Marcatori | 24’ Beer |

| Arbitro: | Frickel |

|                                              |           |                            |
| Grau 8’ Beer 28’ Müller 45’ (rig.) Sidka 64’ | Marcatori | 77’ (rig.) Holz 82’ Kaczor |

### Coppa di Germania
| Arbitro: | Aldinger |

|                                          |           |                |
| Gersdorff 8’, 109’ Grzyb 97’ Bründl 104’ | Marcatori | 83’ Hermandung |

## Statistiche

### Statistiche di squadra
| Competizione      | Punti | In casa | In casa | In casa | In casa | In casa | In casa | In trasferta | In trasferta | In trasferta | In trasferta | In trasferta | In trasferta | Totale | Totale | Totale | Totale | Totale | Totale | DR  |
| Competizione      | Punti | G       | V       | N       | P       | Gf      | Gs      | G            | V            | N            | P            | Gf           | Gs           | G      | V      | N      | P      | Gf     | Gs     | DR  |
| ----------------- | ----- | ------- | ------- | ------- | ------- | ------- | ------- | ------------ | ------------ | ------------ | ------------ | ------------ | ------------ | ------ | ------ | ------ | ------ | ------ | ------ | --- |
| Bundesliga        | 44    | 17      | 15      | 2       | 0       | 44      | 15      | 17           | 4            | 4            | 9            | 17           | 28           | 34     | 19     | 6      | 9      | 61     | 43     | +18 |
| Coppa di Germania | -     | 0       | 0       | 0       | 0       | 0       | 0       | 1            | 0            | 0            | 1            | 1            | 4            | 1      | 0      | 0      | 1      | 1      | 4      | -3  |
| Totale            | 44    | 17      | 15      | 2       | 0       | 44      | 15      | 18           | 4            | 4            | 10           | 18           | 32           | 35     | 19     | 6      | 10     | 62     | 47     | +15 |

### Andamento in campionato
| Giornata  | 1 | 2  | 3 | 4  | 5 | 6 | 7 | 8 | 9 | 10 | 11 | 12 | 13 | 14 | 15 | 16 | 17 | 18 | 19 | 20 | 21 | 22 | 23 | 24 | 25 | 26 | 27 | 28 | 29 | 30 | 31 | 32 | 33 | 34 |
| --------- | - | -- | - | -- | - | - | - | - | - | -- | -- | -- | -- | -- | -- | -- | -- | -- | -- | -- | -- | -- | -- | -- | -- | -- | -- | -- | -- | -- | -- | -- | -- | -- |
| Luogo     | C | T  | C | T  | T | C | T | C | T | C  | T  | C  | T  | C  | T  | C  | T  | T  | C  | T  | C  | C  | T  | C  | T  | C  | T  | C  | T  | C  | T  | C  | T  | C  |
| Risultato | N | P  | V | N  | V | N | N | V | P | V  | N  | V  | V  | V  | V  | V  | P  | N  | V  | P  | V  | V  | P  | V  | P  | V  | P  | V  | V  | V  | P  | V  | P  | V  |
| Posizione | 9 | 14 | 8 | 10 | 8 | 8 | 8 | 8 | 8 | 6  | 7  | 5  | 3  | 2  | 1  | 1  | 2  | 3  | 3  | 3  | 3  | 2  | 2  | 2  | 3  | 2  | 4  | 3  | 2  | 2  | 2  | 2  | 3  | 2  |

Legenda:

Luogo: C = Casa; T = Trasferta. Risultato: V = Vittoria; N = Pareggio; P = Sconfitta.

### Statistiche dei giocatori
| Giocatore     | Bundesliga | Bundesliga | Bundesliga  | Bundesliga | Coppa di Germania | Coppa di Germania | Coppa di Germania | Coppa di Germania | Totale   | Totale | Totale      | Totale     |
| Giocatore     | Presenze   | Reti       | Ammonizioni | Espulsioni | Presenze          | Reti              | Ammonizioni       | Espulsioni        | Presenze | Reti   | Ammonizioni | Espulsioni |
| ------------- | ---------- | ---------- | ----------- | ---------- | ----------------- | ----------------- | ----------------- | ----------------- | -------- | ------ | ----------- | ---------- |
| E. Beer       | 32         | 11         | 2           | 0          | 1                 | 0                 | 0                 | 0                 | 33       | 11     | 2           | 0          |
| H. Brück      | 25         | 2          | 2           | 0          | 1                 | 0                 | 0                 | 0                 | 26       | 2      | 2           | 0          |
| J. Diefenbach | 0          | 0          | 0           | 0          | 0                 | 0                 | 0                 | 0                 | 0        | 0      | 0           | 0          |
| G. Grau       | 34         | 6          | 2           | 0          | 1                 | 0                 | 0                 | 0                 | 35       | 6      | 2           | 0          |
| F. Hanisch    | 0          | 0          | 0           | 0          | 0                 | 0                 | 0                 | 0                 | 0        | 0      | 0           | 0          |
| E. Hermandung | 32         | 4          | 3           | 0          | 1                 | 1                 | 0                 | 0                 | 33       | 5      | 3           | 0          |
| L. Horr       | 34         | 3          | 1           | 0          | 0                 | 0                 | 0                 | 0                 | 34       | 3      | 1           | 0          |
| U. Kliemann   | 34         | 7          | 7           | 0          | 1                 | 0                 | 0                 | 0                 | 35       | 7      | 7           | 0          |
| B. Magnusson  | 9          | 1          | 0           | 0          | 1                 | 0                 | 0                 | 0                 | 10       | 1      | 0           | 0          |
| K. Müller     | 30         | 6          | 1           | 0          | 1                 | 0                 | 0                 | 0                 | 31       | 6      | 1           | 0          |
| L. Müller     | 34         | 3          | 6           | 0          | 1                 | 0                 | 0                 | 0                 | 35       | 3      | 6           | 0          |
| M. Roßbach    | 0          | 0          | 0           | 0          | 0                 | 0                 | 0                 | 0                 | 0        | 0      | 0           | 0          |
| W. Sidka      | 30         | 6          | 1           | 0          | 1                 | 0                 | 0                 | 0                 | 31       | 6      | 1           | 0          |
| M. Sziedat    | 31         | 3          | 3           | 0          | 1                 | 0                 | 0                 | 0                 | 32       | 3      | 3           | 0          |
| D. Szymanek   | 14         | 5          | 1           | 0          | 0                 | 0                 | 0                 | 0                 | 14       | 5      | 1           | 0          |
| H. Weiner     | 34         | 2          | 1           | 0          | 1                 | 0                 | 0                 | 0                 | 35       | 2      | 1           | 0          |
| K. Wohlfarth  | 0          | 0          | 0           | 0          | 0                 | 0                 | 0                 | 0                 | 0        | 0      | 0           | 0          |
| H. Wolter     | 1          | 0          | 0           | 0          | 0                 | 0                 | 0                 | 0                 | 1        | 0      | 0           | 0          |
| T. Zander     | 34         | 0          | 0           | 0          | 1                 | 0                 | 0                 | 0                 | 35       | 0      | 0           | 0          |